# Regiszter (nyelvészet)
A szociolingvisztikában a nyelvi regiszter terminus olyan nyelvváltozat-típust nevez meg, amelynek többféle, nyelvészeti irányzattól vagy nyelvésztől függő kezelése található, és ugyanakkor több terminus is a megnevezésére.
Az angol nyelvű nyelvészetben egyes szerzők, például Joshua Fishman  szerint a regiszter olyan nyelvváltozat, amelyet a beszélő a kommunikációs helyzet szerint választ ki több közül. Ehhez hasonló értelemben más angol nyelvű nyelvészek, például William Labov , a „stílus” terminust használják „regiszter” helyett. Ebben a nyelvészetben olyan regiszterpéldák találhatók, mint tudományos, vallási (például a prédikációé), a szülőkkel a gyerekeikhez szólva használt, az alkalmazott által a felettesével használt stb.
A magyar nyelvészetben például Kálmán László és Trón Viktor vették át ezt a nézetet a „regiszter”, a „stílus”, a „stílusréteg” és a „kód” terminusokat szinonimákként használva. Ezeket osztályozni lehet aszerint, hogy mire szolgál a kommunikáció, például parlamenti felszólalás, bolti vásárlás; a kommunikáció médiuma szerint, azaz beszéd (ebben például rádióinterjú) vagy írás; a partnerek státusza szerint, például beosztott – felettes, baráti viszonyban levő partnerek, tegeződők, „tetszikezési” viszonyban levők.
Megtalálható még a „regiszter” terminus a magyar nyelvészetben egészen más jelentéssel is. Például Bokor József vagy Zsemlyei János regiszterek alatt a csoport- vagy rétegnyelvek szó- és kifejezéskészletét értik.
A magyar hagyományos nyelvészetben a „stílus” vagy a „stílusnem” terminust használják a más nyelvészetekben regiszternek nevezett nyelvváltozatokra, és a fentiektől különböző módon kezelik őket. Például Balogh et al. 1971 és Zsemlyei 2009 csak az ún. „irodalmi nyelv”-re, másként mondva a sztenderd nyelvváltozatra korlátozzák a stílusok kérdését, és ennek köznyelvnek nevezett beszélt változatát a szónoki stílusra és a társalgásira, az írott változatát pedig a tudományos stílusra, a hivatalosra, a publicisztikaira és a szépirodalmira osztják fel.
A román hagyományos nyelvészetben is található hasonló nézet. Ion Coteanu  az ún. „irodalmi nyelv”-ben szépirodalmi, tudományos és jogi-hivatalos stílust különböztetett meg. Ezekhez más nyelvészek hozzáadták például a publicisztikai, a társalgási, a szónoki, a levelezési és a távirati stílust.
A francia nyelvészetben egyes szerzők a „nyelvi regiszter” és a „nyelvi szint” terminusokat használják szinonimákként. Mások mindkettőt használják ugyanazzal a nyelvi realitással kapcsolatban, de megkülönböztetik a két terminust mint olyanokat, amelyek ennek két aspektusát nevezik meg. Megint más szerzők nem különböztetik meg a kettőt, és vagy csak a „szint” terminust, vagy csak a „regiszter” terminust használják.
Azon nyelvészek között, akik megkülönböztetik a szinteket a regiszterektől, vannak olyanok, akik különböző módon tekintik azt, amit ezek a terminusok megneveznek. Az egyik mód abból a Ferdinand de Saussure által hangoztatott különbségből indul ki, amelyet a nyelv mint elvont valami és a beszéd mint ennek konkrét megvalósulása között tesz. Ennek megfelelően a szintek a nyelvhez, a regiszterek pedig a beszédhez tartoznak. Eszerint a regiszterek a mindegyik beszélő által konkrétan megvalósított nyelvi szintek.
Más nyelvészek szerint a szintek a sztenderd nyelvváltozat ismeretéhez kötöttek, azaz használatuk a beszélő iskolázottsági szintjétől függ. Eszerint megkülönböztethető egy értelmiségi, egy népi és egy ezek között elhelyezkedő közepes szint. Ezzel szemben a regiszterek a kommunikációs helyzetekkel vannak kapcsolatban, és rendelkezhet velük egyazon beszélő is, aki a helyzetek szerint használhatja őket.
Egy másik nézet szerint a nyelvi szintek az írott nyelv, az emelkedett nyelv, a szokásos nyelv és a beszélt nyelv, a regiszterek vagy stílusok pedig a szintek alkategóriái; köztük van a fesztelen regiszter, az irodalmi stílus, a költői stílus stb.
Akár regisztereknek, szinteknek, stílusoknak vagy kódoknak nevezik őket, az így megnevezett nyelvváltozatokat két tényezőcsoport, egyrészt a beszélő jellegzetességei, másrészt a kommunikációs helyzet jellegzetességei szerint használják. A beszélőt az iskolázottsági szintje, a társadalmi hovatartozása, a szándékai (ezek között az is, hogy milyennek akar tűnni), a családi neveltetése, a kora jellemzik, valamint az a képessége vagy készsége, hogy egyik vagy másik regisztert használja. A kommunikációs helyzetet a megnyilatkozások címzettjének a beszélőével azonos típusú jellegzetességei, a partnerek közötti viszony intimitási foka és a közöttük levő hierarchiai viszony határozza meg.

## A nyelvi regiszterek
A regiszterek között nincs éles határ, hanem kontinuumot képeznek, és a szomszédos regiszterek hatnak egymára. A szakirodalomban találhatók regiszterskálák a legspontánabbtól (ösztönöstől) a legkidolgozottabbig (a francia nyelvészetben), vagy a leginformálisabbtól a legformálisabbig (az angol nyelvű nyelvészetben).
Mivel a regiszterek között nincsenek éles határok, meglehetősen szubjektív annak megítélése, hogy egyes nyelvi elemek két szomszédos közül melyik regiszterhez tartoznak, ami abból is látszik, hogy különböző szótárakban más-más egyes szavak regiszterének a megjelölése, vagy egyazon szótárban egy-egy szó két regiszterhez tartozóként van megjelölve. Például a francia thune ’lóvé’ tolvajnyelviként és népiként van megjelölve a TLFi-ben, de fesztelennek a Larousse-ban, a francia flic ’zsaru’ pedig népi és fesztelen a TLFi-ben, miközben csak népi a Larousse-ban.
Nyelvtörténeti jelenség nyelvi entitások átkerülése egyik regiszterből a másikba, a nem sztenderd – sztenderd irányban. A szlengszavak kihalnak vagy a fesztelen (bizalmas), majd akár a szokásos regiszterbe kerülnek át. Az utóbbiak esete például a francia nyelvben a maquiller ’sminkelni’ vagy a mégot ’cigarettacsikk’ szavak.
A regiszterek nyelvészeti jellegzetességeit a sztenderd nyelvváltozathoz viszonyítva szokták leírni. A szókincsük terén nagyobbak a különbségek közöttük, mint a hangtan és a grammatika terén.

### A francia nyelvészetben
A francia nyelvészetben szokásosan három főbb regisztert különítenek el (a fesztelent, a szokásosat és a választékosvat), és ezek mellett egyebeket is, amelyek más-mások lehetnek különböző szerzők szerint.
Az egyik ilyen skála az alábbi:
| népi → fesztelen → beszélt szokásos – írott szokásos ← választékos ← irodalmi |   |             |
| ÖSZTÖNÖS                                                                      | → | KIDOLGOZOTT |

A népi regiszter (franciául populaire) a legspontánabb. Azok a személyek használják minden helyzetben, akik iskolázottsága nem elégséges ahhoz, hogy ismerjék a sztenderd nyelvváltozatot, és akik ezért nem tudnak más regisztert használni. Számos és fontos eltérések jellemzik a sztenderdtől. A kisgyerekek beszéde analógiákat mutat ezzel a regiszterrel. Ferguson 1959 „alacsony” társadalmi státuszúnak nevezi ezt a regisztert, mivel nincs tekintélye a társadalomban.
A fesztelen (bizalmas) regisztert (fr. familier) olyan személyek használják, akik ismerik a sztenderd nyelvváltozatot, tehát át tudnak térni legalább a szokásos regiszterre is, de tipikusan olyan partnerekkel, akikkel tegező viszonyban vannak, azaz családi körben, barátokkal, esetleg ugyanolyan hierachiai szintű kollégákkal stb. a fesztelen regisztert használják. Ez a regiszter is spontán, modellje beszélt nyelvi. Írásban is használt a családi és a baráti levelezésben, valamint a szépirodalomban is a fesztelen beszéd tükrözése céljából. A sztenderd tanulása kiszűri a fesztelen regiszterből a nem sztenderd elemek egy részét, de hatással van rá a népi regiszter eredetileg tolvajnyelvi szavak és vulgáris szavak átvétele révén. Azonban szókincsének zöme a fesztelen regiszterre jellemző szavakból és szokásos szavakból áll. A beszélő stílushatásokat is igyekszik elérni alakzatok használata útján. Grammatikai szempontból a fesztelen regiszter többnyire rövid és egyszerű mondatokat használ, olykor hiányosakat is, és kevésbé összetett mondatokat. Megenged magának eltéréseket a sztenderdtől, de a franciául bon usage ’jó nyelvhasználat’-nak nevezett változat keretében marad.
A szokásos regiszter (fr. courant) sokkal kevésbé spontán, mint az előbbiek, a sztenderd megtanulása következtében. Használata olyan személyek között jellemző, akik nem ismerik egymást, és akik a mindennapi életben lépnek kapcsolatba egymással vásárlás, információkérés, hivatalokkal való kapcsolatok, munkahelyi kapcsolatok alkalmával stb., vagy olyanok között, akik ismerik egymást, de távolságot tartanak egymás között, akár ugyanazon a hierarchiai szinten vannak, akár nem. Az ehhez a ragiszterhez tartozó szókincs mindenki által érthető. A szokásos regiszter grammatikája általában a sztenderd nyelvváltozaté, egyszerű mondatokkal. Ez a regiszter semleges, a beszélő nem törekszik sztílushatásokra. Van úgy beszélt, mint írott alakja, az utóbbi például egyes újságcikkekben. Megvan közöttük az a különbség, hogy a beszélt alak még egy kicsit spontán, előfordulnak benne enyhe eltérések a sztenderdtől, miközben az írott alak már egyáltalán nem spontán, következetesebben tartja be a sztenderd szabályait. Ez a regiszter már „magas” státuszú, tekintélyes nyelvváltozat Ferguson 1959 szerint.
A választékos regiszternek (fr. soigné), amelynek vannak más francia elnevezései is (soutenu ’emelkedett’, choisi ’választékos’), a modellje írott, és ellentéte a fesztelen regiszternek. Egyáltalán nem spontán, hanem tudatosan ápolt. Olyan személyek használják, akik viszonylag magas műveltségi szintet értek el, magas társadalmi és kulturális közegekben, nagyon udvarias kommunikációban, szónoklatokban, előadásokban stb., és sokat használják írott alakban. A hagyományos szépirodalom nyelve hat rá. Szókincse gazdag, egyes ritka szavakat is tartalmazó. Grammatikailag szigorúan betartja a sztenderd szabályait. Beszélője olykor stílushatásokat is igyekszik elérni.
Az irodalmi vagy nagyon választékos regiszter (fr. littéraire, illetve très soigné) a legkidolgozottabb. Egyes szerzők a hagyományos szépirodalom nyelvével azonosítják. A beszélt alakját Grevisse – Goosse 2007 „nagyon emelkedett”-nek (fr. très soutenu) vagy „keresettnek” (fr. recherché) nevezi. Ezt a használói el akarják különíteni a szokásos beszédtől. Ha a beszélő túlzásba viszi vagy beszédhelyzethez nem megfelelően használja, akkor a többiek affektáltnak ítélik meg.

### Az angol nyelvű nyelvészetben
Ebben a nyelvészetben az egyik regiszterskála az alábbi, amelyet Martin Joos  javasolt. Az általa elkülönített regiszterek csak részben felelnek meg a francia nyelvészetben elkülönítetteknek, főleg azért, mert nem vette számításba a beszélők iskolázottsági szintjét.
A bizalmas regiszter (angolul intimate) a leginformálisabb. Párok, családtagok, nagyon közeli barátok használják. Rövid, gyakran hiányos mondatok jellemzik, valamint az, hogy nem fordítanak figyelmet a szavak kiválasztására és a grammatikai szabályok betartására. Nem verbális kommunikáció is szerepet játszik benne.
A fesztelen regisztert (ang. casual) nem egészen közeli barátok, munkahelyi kollégák, szabadidejüket együtt töltő emberek használják egymás között. Nem sztenderd szavakat, beleértve szlengszavakat is tartalmaz. A mondatai nem nagyon jól szerkesztettek, hiányosak, ismétléseket tartalmazók. Szokásos az, hogy a partnerek egymás szavába vágnak.
A konzultatív regiszter (ang. consultative) kevésbé spontán a fesztelennél. Munkahelyen használják például megbeszéléseken, tárgyalásokon, más anyanyelvű partnerekkel stb. Olyan beszélők is hansználják, akik között van némi státuszkülönbség, például pedagógus – diák, orvos – páciens, szakember – tanuló stb., de a kommunikáció kétirányú, és a partnerek megszakíthatják egymás megnyilatkozásait. Grammatikai szempontból ez a regiszter közel áll a sztenderdhez, de a mondatok rövidek. Folyamodhat egyes szlengszavakhoz vagy nem helyesen használt szavakhoz.
A formális regiszter (ang. formal) hivatalos helyzetekben használt, komoly kérdések megbeszélésekor, gyakran egyirányú kommunikációban, például konferenciákon. A partnerek nem szakítják meg egymás megnyilatkozásait. Ennek a regiszternek a szókincse, a hangtana és a grammatikája teljesen megfelel a sztenderdnek.
A statikus regiszter (ang. frozen vagy static) a legformálisabb. Főleg írott regiszter, olyan szövegeké, mint például hűségesküké. Beszédben szertartásokon használt. Szókincse ritka szavakat, beleértve archaizmusokat tartalmaz, mondatai összetettek.

## A regiszterek használata
A kommunikációs helyzeteknek megfelelő regiszter használata társadalmi elvárás. Az ellenkezője viselkedési norma megsértésének számít. Olyan beszélő, aki nem tökéletesen elsajátított idegen nyelven, de még olyan is, aki anyanyelvén beszél, nemcsak kiejtési, lexikai és grammatikai hibákat véthet, hanem regiszterieket is, ha az, amelyiket használja nem felel meg a kommunikációs helyzetnek. Például ha egy személy emelkedetten beszél olyan társaságban, ahol a többiek a szokásos regisztert használják, ezeknek a dolog furcsának vagy nevetségesnek tűnhet.
Azok a beszélők, akik legalább a nyelv szokásos regiszterét is elsajátították, képesek ún. kódváltásra, azaz különböző regiszterek használatára a helyzetnek megfelelően, de arra is, hogy különböző regiszterekhez tartozó elemeket iktassanak be egyazon helyzet keretében a kifejezés árnyalása érdekében, például olyan céllal, hogy egy adott pillanatban komolyságot fejezzenek ki, egy másikban pedig iróniát.

## Példák
A nyelvben sok olyan szó alkot szinonimasort, amelyek annyiban nem teljes szinonimák, hogy különböző regiszterekhez tartoznak. A magyar szótárakban olyan, valamennyire regiszterekre utaló jelölések vannak, mint „szleng”, „bizalmas”, „választékos” stb. Az ilyen jelölés nélküli szavakat semlegeseknek vagy szokásosaknak lehet minősíteni.
Például az öcskös vagy öcsi – öcs – testvéröcs sorban az első kettő bizalmas, a harmadik semleges vagy szokásos, a negyedik pedig választékos.
Egy másik példa kinyiffan (szleng) – kidől a sorból (bizalmas) – meghal (semleges) – elhalálozik (választékos).
Az alaktan terén is van regiszterek szerinti szinonímia. Például Szende – Kassai 2007 a francia terminológiával élve választékosabbként mutatja be a cselekedik alakot a cselekszik alaknál, és irodalmiként a tudván alakot a tudva szokásos alakhoz viszonyítva.
A mondat szintjén regiszterek szerint különböztethető meg egy olyan szokásos mondat, mint Mit kerestek itt? a fesztelenebb Mi a fenét kerestek itt?-től, a modalitást módosító fene szó használata révén.
Mondatszerkesztési jellegzetességek is megkülönböztethetnek regisztereket, például a kérdő mondat esetében: Jólesett az a kis alvás, nem/mi/igaz? (fesztelen) vs. Jólesett az a kis alvás? (szokásos).